# ГЕС Наньшан 1
ГЕС Наньшан 1 (南山一级水电站) — гідроелектростанція на півдні Китаю у провінції Гуансі. Знаходячись перед ГЕС Наньшан 2 (12 МВт), становить верхній ступінь дериваційного гідровузла, створеного на лівобережжі річки Xiaohe, лівої притоки Пінгденг, котра в свою чергу є правим допливом Xunjiang. Остання є лівою твірною Rongjiang, лівої твірної Liujiang (впадає ліворуч до річки Hongshui, котра разом з Qian, Xun та Сі утворює основну течію річкової системи Сіцзян, яка завершується в затоці Південно-Китайського моря між Гуанчжоу та Гонконгом).
В межах проекту на лівих допливах Xiaohe створили три водосховища:
- Наньшань із об'ємом 19,4 млн м3 (корисний об'єм 17,7 млн м3) та припустимим коливанням рівня поверхні у операційному режимі між позначками 1488 та 1523 метра НРМ (під час повені до 1524,1 метра НРМ). Його утримує кам'яно-накидна гребля із бетонним облицюванням висотою 60 метрів, довжиною 290 метрів та шириною по гребеню 7 метрів. Крім того, для закриття сідловин знадобились чотири допоміжні споруди: кам'яно-накидна висотою 25 метрів і довжиною 174 метра, а також три земляні висотою 3, 4 і 5 метрів при довжині 26, 30 і 25 метрів (ширина по гребеню всіх цих споруд однакова та становить 4 метра);
- Yùhéxī із корисним об'ємом 7,4 млн м3 та припустимим коливанням рівня поверхні у операційному режимі між позначками 1533,5 та 1556 метрів НРМ. Його утримує кам'яно-накидна гребля із бетонним облицюванням висотою 48 метрів, довжиною 230 метрів та шириною по гребеню 6 метрів;
- Мейшань із корисним об'ємом 2,7 млн м3 та припустимим коливанням рівня поверхні у операційному режимі між позначками 1620 та 1640 метрів НРМ. Тут зведена кам'яно-накидна гребля із бетонним облицюванням висотою 40 метрів, довжиною 130 метрів та шириною по гребеню 6 метрів.
Накопичений у сховищах Мейшань та Yùhéxī ресурс транспортується на південь до резервуару Наньшань. До водозбірної системи станції, котра включає 10,6 км тунелів та 1,6 км каналів, також підключено ще шість додаткових водозаборів.
Зі сховища Наньшань до машинного залу прокладено напірний водовід довжиною 3,2 км з діаметром від 1,6 до 1,46 метра. Основне обладнання станції становлять дві турбіни типу Пелтон потужністю по 30 МВт, які використовують напір у 950 метрів.
Відпрацьована станцією вода потрапляє до тунелю, яким прямує до розташованого за 1 км водосховища наступної станції гідровузла (так само створене на одній із лівих приток Xiaohe).
Видача продукції відбувається по ЛЕП, розрахованим на роботу під напругою 110 кВ та 35 кВ.